# Parafia Chrystusa Króla w Skarżynie
Parafia Chrystusa Króla w Skarżynie – parafia rzymskokatolicka, znajdująca się w diecezji ełckiej, w dekanacie Biała Piska.